# Vätehalid
| Namn        | Formel | Struktur | Modell | pKa  |
| ----------- | ------ | -------- | ------ | ---- |
| Vätefluorid | HF     |          |        | 3,15 |
| Väteklorid  | HCl    |          |        | -7   |
| Vätebromid  | HBr    |          |        | -9   |
| Vätejodid   | HI     |          |        | -10  |

En vätehalid är en kemisk förening mellan en halogen (fluor, klor, brom eller jod) och väte. Vätehalider betecknas ibland HX där H är tecknet för väte och X står för halogen.
Alla vätehalider är syror eftersom de protolyseras i vatten och bildar H+-joner. Dessutom är alla vätehalider utom vätefluorid starka syror. Att vätefluorid inte är en stark syra beror på att den bildar vätebindningar vilket också ger den en ovanligt hög kokpunkt (19 °C).
Alla vätehalider är färglösa gaser vid standardtryck och -temperatur. I kontakt med vattenånga kondenseras en rök av vattenlöst vätehalid. Fenomenet är inte att förväxlas med den rök som bildas vid kontakt med ammoniak då ammoniumhalider bildas.
{\displaystyle {\rm {HX+NH_{3}\rightarrow NH_{4}X}}}